# Conticinio
"Conticinio" es uno de los valses venezolanos más conocidos del cancionero popular venezolano. La música de la canción fue compuesta en Trujillo por Laudelino Mejías en 1922, y su letra fue escrita por el barinés Egisto Delgado nacido en Calderas. La mayoría de las veces se le interpreta en su versión instrumental.
El vals fue compuesto en honor a una profesora de música de apellido Múnera, de la cual Mejías solía estar enamorado, a la vez que está inspirado en la nostalgia que le producía su región natal de Trujillo. El título es una evolución del latín conticinĭum, que alude a una hora nocturna en la que predomina la tranquilidad y el silencio.
Según crónicas, la pieza fue estrenada en 1922 en la Plaza Bolívar de Valera por una banda musical bajo la conducción de Mejías. La canción adquirió una popularidad casi instantánea a partir de esa fecha. Uno de los asistentes al evento fue Egisto Delgado. Tiempo después, Mejías hizo un concurso para poner letra al vals, que fue transmitido en vivo por Radio Trujillo, siendo Delgado el ganador del certamen.
El autor de la letra Eyisto Delgado, natural del pueblo Calderas, Municipio Bolívar, estado Barinas, hijo de la Señora Aura Delgado y natural de Don Víctor Manuel Ángel. Nació un 15 de abril del año 1900.
Cuando niño Eyisto Delgado fue enviado por sus padres a Trujillo para su educación, estudió en el Colegio "Regina Angelorum", que funcionaba en una de las esquinas de la Plaza Bolívar de Trujillo, después comenzaron sus clases de música, se formó músico, fue alumno del Maestro Don Laudelino Mejías. Como músico, lo vieron como instrumentista de la Banda "Buenos Aires" dice en su "Historia del Estado Trujillo" Don Mario Briceño Perozo; otros historiadores lo señalan como músico de la "Banda Sucre" que en Trujillo fundó y dirigió Don Laudelino Mejías. Escrito en "Cronicas de Rigoberto Marquez"

## Letra
No se oye el rumor es grato soñar teniendo un amor sabiéndolo amar.
La grata ilusión que diste a mi ser trocó mi dolor en arrullos y querer.
Este canto es nacido mi bien al calor de un amor es mi dicha, mi gloria, mi edén que disipa de mi alma el acerbo dolor.
La ilusión que ha sentido mi vida va embargada de inmenso pesar en tu reja florida congojas de pasión y mi alma triste doliente suspira embargada de inmenso pesar a ti niña querida yo te ofrendo mi cantar
Llegó el conticinio. todo es silencio, mi dulce amor. acércate y no temas mi cariño prenda querida mi dulce amor.
Llego el conticinio todo es silencio mi dulce amor alienta la esperanza mi cariño prenda querida mi dulce amor.